# Mausoleo de Dangun
El Mausoleo de Dangun (en alfabeto hangul: 단군릉, 檀君陵) es una tumba en Corea del Norte, aproximadamente 22 km de la capital, Pionyang. La autoridad norcoreana ha alegado que la tumba es una reliquia del fundador coreano, Dangun y su reina con 1,8 km² en el monte Daebak. La sección administrativa del mausoleo es el contado de Gangdong donde existen varios nombres con leyendas relacionadas con Dangun y Gojoseon. Conserva un ritual ceremonial a Dangun en el monte Daebak con su retrato. Es actualmente el tesoro norcoreano N.º 174.

## Origen
El libro clásico Goryeosa tiene un registro sobre este mausoleo y otro libro c. 1530 (durante Joseon) también describe dos mausoleos en el condado de Gangdong entre ellos uno que parece ser el mausoleo de Dangun. 
El libro también describe una orden del rey Sukjong que permitió celebrar en los dos mausoleos de Dangun.
El rey Dongmyeong de Goguryeo tiene textos similares en los que proclama celebrar rituales al mausoleo en cada primavera y otoño.

## Alegación
El líder norcoreano, Kim Il-sung lanzó un anuncio el 20 de octubre de 1993 sobre un proyecto a lo largo del mausoleo de Dangun para su restauración con iniciativa estatal. 
Dangun a veces fue considerado una figura mitológica pero una excavación demostró su existencia. Según el análisis arqueológico, Dangun medía más de 170 cm. Actualmente el mausoleo tiene forma de pirámide.

## Restauración
El mausoleo fue excavado en 1993 por primera vez, empezando el proceso de restauración el próximo año con un monumento escrito en hangul y hanja.Delante del mausoleo, espadas de la época de Gojoseon se conservan con unas estatuas de sus hijos. Aunque el mausoleo se conservó en varios aspectos, la restauración cambió la forma del mármol, causando dudas de que el régimen norcoreano lo facilitara para propaganda política.

## Crítica
Es la verdad de que han sido unos textos o informes del mausoleo de Dangun. Por ejemplo, Seungjungwon Ilgi (El recuerdo de Seungjongwon) que escribe casi todas comandas del reyes describe el monte Daebak como el Taebaek.
En primer año de DPRK, la existencia del mausoleo no se aceptó, por ejemplo el historiador norcoreano con fama, Jeon Junong dijo que el mausoleo de Dangun alrededor de Pionyang es una cuenta absurda. Pero gran proyecto de restauración resultó a cambio de su puesto por construirlo más grande de los mausoleos rusos y abrió la ceremonia de terminación en 1994 que causaba amplia duda sobre la forma de tumba.
En 1993, la autoridad también declaró 80 huesos de Dangun y su reina se excavaron y su edad es aproximadamente a. C. 5011 por usar resonancia paramagnética, antes de tres siglos de la idea general sobre la historia coreana. Pero los historiadores en Corea del Sur han dicho numerosa refutación de que los coreanos actualmente tuvieron la capabilidad de edificar el tipo del mausoleo. Además, dice que el estilo arquitectónico es de Goguryeo, no de Gojoseon. Así es que el anuncio norcoreano es una propaganda de destacar la ubicación de Pionyang como el primer punto de historia coreana desde Gojoseon, Goguryeo, Goryeo y Joseon y actualmente competición con Corea del Sur.

## Legado
Como las dos Coreas celebran el día de Dangun, Gaecheonjeol en octubre se ha celebrado una ceremonia comunal desde 2002. Aunque el comercio cultural se removió bajo la política estricta después de los años 2000, se reanudó desde 2014.